# Verzorgingsplaats De Hucht
Verzorgingsplaats De Hucht is een Nederlandse verzorgingsplaats, gelegen aan de noordzijde van A1 Oldenzaal → Amsterdam tussen afritten 19 en 18 in de gemeente Apeldoorn. Er bevindt zich een tankstation. De naam verwijst naar het van der Huchtbos en is gelegen in het noordelijkste deel hiervan. Het overgrote deel ligt in aan de zuidkant van de A1. 
Vóór de aanleg van de rijksweg A1 bevond zich op deze plek een Wilhelmina-linde.
Richting Oldenzaal:
Honswijck · 
Ronduit · 
De Slaag · 
Palmpol ·
Tolnegen · 
Lucasgat · 
Bruggelen · 
De Paal · 
Boermark · 
Bolder · 
Het Lonnekermeer
Richting Amsterdam:
De Poppe · 
Het Veelsveld · 
Struik · 
De Hop · 
Vundelaar · 
De Hucht · 
De Strubben · 
Tolnegen · 
Aanschoten · 
Uilengoor · 
De Middelaar · 
Neerduist · 
Bastion · 
Hackelaar